# Havířov
Havířov (poloneză: Hawierzów) este un oraș care a luat naștere în anul 1955 și este situat în Cehia orientală,  la marginea de sud-est a regiunii industriale Ostravsko-Karvinsko.